# Live-Evil
Live-Evil je album amerického jazzového hudebníka Milese Davise, vydané v listopadu 1971 společností Columbia Records. Část alba obsahuje záznam z koncertů ve washingtonském klubu The Cellar Door (19. prosince 1970), část pochází ze studia, kde byla nahrána ve dnech 6. února a 3.  až 4. června 1970. Vedle Davisových autorských skladeb obsahuje také interpretace několika skladeb brazilského hudebníka Hermeta Pascoala.

## Seznam skladeb
| Pořadí | Název                                     | Autor              | Délka |
| ------ | ----------------------------------------- | ------------------ | ----- |
| 1.     | Sivad                                     | Miles Davis        | 15:16 |
| 2.     | Little Church                             | Hermeto Pascoal    | 3:17  |
| 3.     | Medley: Gemini/Double Image               | Davis, Joe Zawinul | 5:56  |
| 4.     | What I Say                                | Davis              | 21:12 |
| 5.     | Nem Um Talvez                             | Pascoal            | 4:03  |
| 6.     | Selim                                     | Pascoal            | 2:15  |
| 7.     | Funky Tonk                                | Davis              | 23:28 |
| 8.     | Inamorata and Narration by Conrad Roberts | Davis              | 26:29 |

## Obsazení
- Miles Davis – trubka
- Gary Bartz – sopránsaxofon, altsaxofon, flétna
- Steve Grossman – sopránsaxofon
- Wayne Shorter – sopránsaxofon
- John McLaughlin – elektrická kytara
- Keith Jarrett – elektrické piano, varhany, elektrické varhany
- Herbie Hancock – elektrické piano
- Joe Zawinul – elektrické piano
- Chick Corea – elektrické piano
- Khalil Balakrishna – elektrický sitár
- Michael Henderson – baskytara
- Ron Carter – kontrabas
- Dave Holland – kontrabas, baskytara
- Jack DeJohnette – bicí
- Billy Cobham – bicí
- Airto Moreira – perkuse
- Hermeto Pascoal – bicí, elektrické piano, hlas
- Conrad Roberts – hlas